# Middleware
Middleware er en fællesbetegnelse for software som forskellige applikationer eller it-services anvender til at kommunikere data (fx datastrukturer, dataobjekter) mellem hinanden. Middleware er ikke en del af computerens styresystem.
Middleware er fx software, der fungerer som en bro mellem applikationer eller databaser. Et krav er dog, at programmet stiller et API til rådighed, så systemet kan tilpasses et konkret formål.
Mange programmer, der afvikles på en server, kan betragtes som middleware.
Eksempler:
- CORBA - Common Object Request Broker Architecture - er en middleware specifikation
- Remote procedure call
- SOAP - Simple Object Access Protocol
- OpenGL